# Wayne Morris (attore 1964)
Wayne Morris, conosciuto anche come Adam Morris (Stratford upon Avon, 4 novembre 1964), è un attore inglese.
I suoi ruoli più importanti sono stati quello di Robin Hood nella serie della commedia Maid Marian and Her Merry Men, e, più recentemente, quello di Philip Norton in Un genio sul divano. Morris appare regolarmente anche nel pantomimo.

## Filmografia parziale
- I Dream (2004) - Serie TV
- Un genio sul divano (Genie in the House) (2006) - Serie TV